# اروین فردلندر
اروین فردلندر (انگلیسی: Erwin Friedlander؛ زاده ۲۹ مهٔ ۱۹۲۵ درگذشته ۲۲ ژانویهٔ ۲۰۰۴) یک فیزیک‌دان اهل رومانی بود.